# Cocotá
Cocotá és un barri de la zona Nord del municipi de Rio de Janeiro, al Brasil. Es localitza a l'illa del Governador.
Limita amb els següents barris: Cacuia, Bancários, Tauá, Jardim Carioca i Praia da Bandeira.
El seu IDH, l'any 2000, era de 0,861, el 41è millor del municipi de Rio de Janeiro.

## Història
El barri va rebre aquest nom per la platja de Cocotá. Va florir per la proximitat amb el barri Cacuia. Té un comerç ben diversificat i algunes referencies històriques, com la Biblioteca Regional, el parc Poeta Manuel Bandera i la parròquia de São Sebastião.
El nom indígena, "Cog-etá" o "Cog-atá", o sigui, “roças”, es referit als cultius fets pels primers habitants de l'Illa del Governador. La zona era coneguda com a praia da Olaria, ja que en la segona meitat del segle xix, hi havia la producció d'artefactes de ceràmica per a la construcció civil. A finals del segle xix, l'espanyol Ramón Rodríguez y Rodríguez va construir a Cocotá una fàbrica de cal (caieira), en el lloc on avui està l'edifici Sobre as Ondas. El bonde va començar a circular el 1922, partint de la Ribeira fins a Cocotá i, com a record d'aquella època, existeix encara l'estació de bondes Santa Cruz, a la cantonada de la carretera de Cacuia amb el carrer Capitao Barbosa, avui amb un altre ús.
El 1938, es va urbanitzar part de la platja d'Olaria, donant origen a diversos carrers.
L'antiga platja d'Olaria va rebre abocaments per a la implantació del Parc Poeta Manuel Bandeira, també conegut com Aterro do Cocotá, inaugurat el 19 d'abril de 1978, convertint-se llavors en una de les principals àrees d'oci de l'illa del Governador. El 2003, beneficiat pel Projeto Rio Cidade da Prefeitura, en el mandat de l'alcalde César Maia, l'Aterro do Cocotá va ser àmpliament reformat.
Destaca també l'Esporte Clube Cocotá, dels més tradicionals de l'Illa del Governador, inaugurat el 3 de desembre de 1922, en un terreny de 11.500 m². En el límit entre els barris de Cocotá i de Cacuia, queda l'Hospital Municipal Paulino Werneck, inaugurat el 6 d'agost de 1935, especialitzat en el tractament de tuberculosos. Actualment funciona com a hospital general, atenent emergències en règim de 24 hores, absorbint urgències clíniques i quirúrgiques i amb una tradicional maternitat (única en tota l'illa), infermeries, ambulatoris i clínica de família.
La més recent gran obra que beneficia Cocotá i l'illa del Governador va ser la construcció del nou Terminal Hidroviário do Cocotá, inaugurat el dia 16 de novembre de 2006. Les obres van durar un any i mig i el trajecte de les barques i catamarans és únic: plaça XV-Cocotá-plaça XV. La terminal hidro-aviària està integrada amb les línies d'autobusos de la regió i dos aparcaments.